# Lake Olive
Der Lake Olive ist ein See im Zentrum des australischen Bundesstaates Tasmanien.
Der See liegt im zentralen Hochland, östlich des Walls-of-Jerusalem-Nationalparks, am Mittellauf des Little River.